# Mythimna turca
Mythimna turca là một loài bướm đêm thuộc họ Noctuidae. Nó được tìm thấy ở châu Âu.
Sải cánh dài 37–45 mm. Con trưởng thành bay từ tháng 6 đến tháng 7 tùy theo địa điểm.
Ấu trùng ăn nhiều loại cỏ, bao gồm Dactylus glomerata, Poa nemoralis và Luzula species.

## Hình ảnh

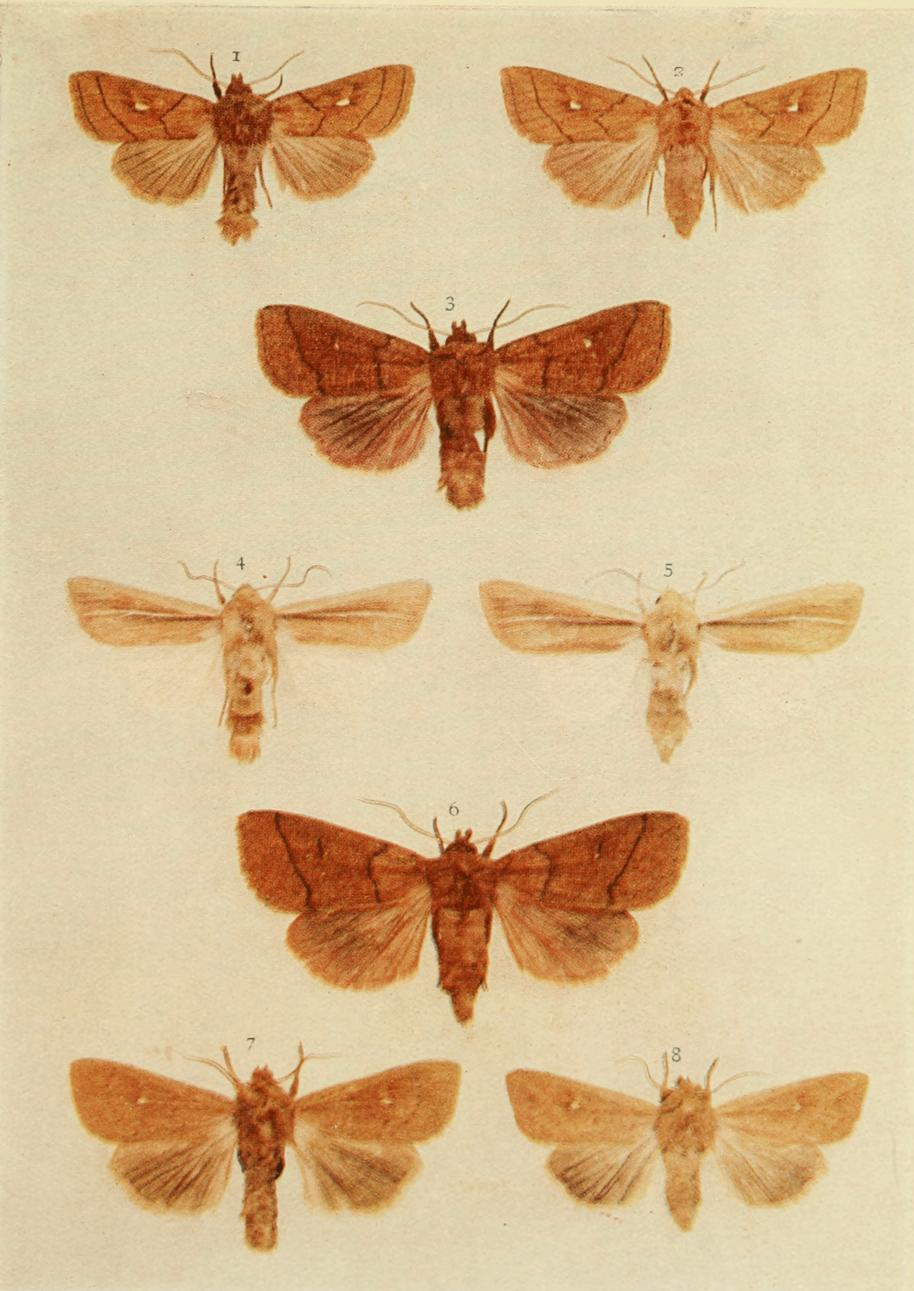
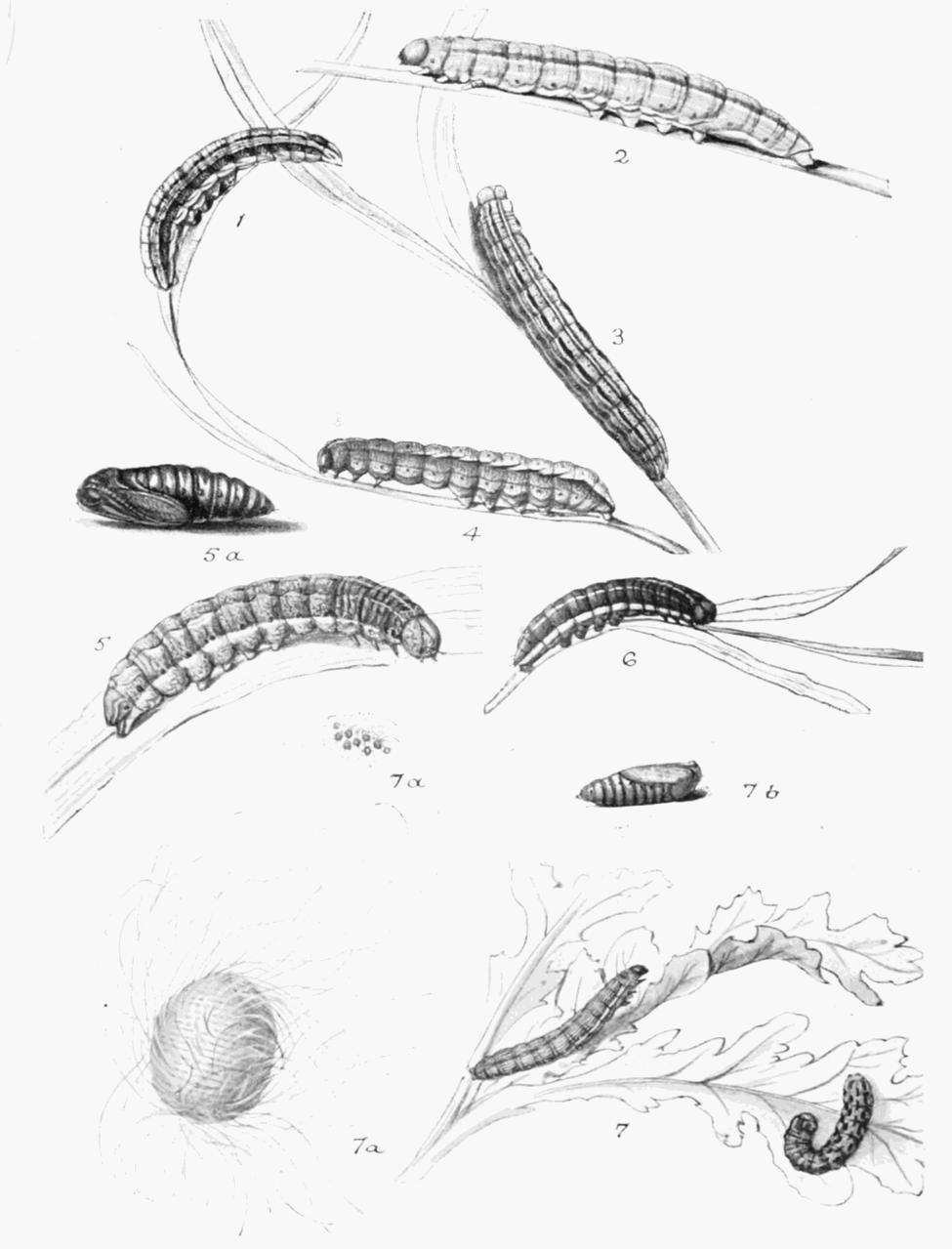